# Чемышев, Андрей Валерьевич
Андре́й Вале́рьевич Че́мышев (род. 6 июля 1970, Большая Мушка, Сернурский район, Марийская АССР, РСФСР, СССР) — российский марийский лингвист и языковой активист, сотрудник Марийского института языка, литературы и истории.

## Биография
Родился в деревне Большая Мушка Сернурского района Марийской АССР. С детства владел марийским языком как родным. После школы переехал в Ленинград, где окончил Ленинградское высшее военное инженерное училище связи по специальности «Радиосвязь». С 2005 года работал на «Марий Эл Радио». В 2011 году устроился в Центр инновационных языковых технологий Коми республиканской академии государственной службы и управления в Сыктывкаре, где занялся разработкой проекта FU-Lab — Межрегиональной лаборатории информационной поддержки функционирования финно-угорских языков. На сайте FU-Lab имеются оцифрованные словари марийского, коми и других языков, корпус коми языка, обучающие упражнения, сервисы проверки орфографии, конвертеры и другие полезные инструменты.
С 2016 года работает в Марийского института языка, литературы и истории, где занимается лексикологическими исследованиями, составлением словарей и поддержкой использования марийского языка в интернете. Создатель первого марийского подкаста «Марий йогын» (луговомар. Марий йогын — «Марийский поток»), основной переводчик интерфейса социальной сети «ВКонтакте» на марийский язык. Работает над созданием национального корпуса марийского языка. Участник объединения языковых активистов «Страна языков».

## Общественная позиция
В марте 2022 года заявил о необходимости установки на компьютерах госорганов и бюджетных учреждений марийской раскладки клавиатуры.

## Награды
- Лауреат Государственной премии Республики Марий Эл имени М. Н. Янтемира за книги «Словарь марийского языка» в 10 томах (1990—2005), «Марий орфографий мутер» («Марийский орфографический словарь») (2011), «Марий электрон мутер» («Марийский электронный словарь») (2011),[7] а также за Словарь сравнений марийского языка (2021)[8].
- Лауреат Всероссийской общественной премии «Гордость нации» в 2021 году в номинации «За вклад в сохранение и развитие родных языков»[9].